# Nachrichten- und Presseagentur
Als Nachrichten- und Presseagenturen werden Massenmedien vorgelagerte Unternehmen bezeichnet, die aktuelle Nachrichten über das Weltgeschehen entsprechenden Medien, Unternehmen und Organisationen als redaktionell und multimedial vorgefertigte Meldungen zum Kauf anbieten. Presse- und Nachrichtenagenturen spielen im weltweiten Nachrichtenfluss und im Agenda Setting eine zentrale Rolle, was das Framing einschließt. Sie gelten als Schlüsselinstitutionen und „unsichtbares Nervensystem“ der Medienlandschaft. Nachrichtenagenturen sind sowohl privilegierte Orte der Wissensproduktion, als auch aufgrund ihres globalen Aktionsradius exponierte Institutionen der Wissensvermittlung. Nachrichtenagenturen operieren als privatwirtschaftliche oder staatliche Unternehmen und sind untereinander durch Austauschverträge verbunden. Von weltweit insgesamt rund 140 Nachrichtenagenturen sind lediglich 20 frei von direktem staatlichem Einfluss; Zehn davon befinden sich in Europa und sind als Gruppe 39 miteinander verbunden.
Der größte Teil internationaler Nachrichten, die auf Online-/Socialmedia-Plattformen, in TV, Radio und Zeitungen/Print in der westlichen Hemisphäre verbreitet werden, stammt von den drei international agierenden Nachrichtenagenturen Associated Press (AP) und Thomson Reuters aus Toronto, sowie der Agence France-Presse (AFP) aus Paris. In Deutschland ist die Deutsche Presse-Agentur (dpa) Marktführer, in Österreich die Austria Presse Agentur (APA), in der Schweiz die Schweizerische Depeschenagentur (Keystone-SDA).
Wichtigste Nachrichtenagenturen für Finanzdienstleistungen sind Reuters und Bloomberg. Staatsnachrichgenagenturen sind etwa die chinesische Xinhua, die russische Rossija Sewodnja und die in Katar ansässige Al Jazeera.
Als Pionier der modernen Nachrichtenagentur gilt Charles-Louis Havas, der 1835 in Paris die Nachrichtenagentur Agence Havas begründete, einem Vorläufer der AFP. Zwischen 1870 und 1934 wurde der weltweite Nachrichtenmarkt durch das vielfach kritisierte Wolff-Reuter-Havas-Kartell beherrscht.
In Deutschland war es zwischen 1933 und 1945 vor allem das der Pressestelle der Reichsregierung (Abteilung IV des Ministeriums für Volksaufklärung und Propaganda) unterstellte Deutsche Nachrichtenbüro, das als Nachrichtenagentur im Besitz des Reiches zur Gleichschaltung von Presse und Funk maßgeblich beitrug, auch insofern die früheren Agenturen, das Wolffsche Telegraphen Bureau (W.T.B) und die 1913 gegründete Telegraphen-Union in ihr vereinigt wurden. Daneben bestand der Zeitungsdienst Graf Reischach und die Nationalsozialistische Parteikorrespondenz.

## Definition
Der Geschichtswissenschaftler Volker Barth, Dozent am Historischen Institut der Universität zu Köln, kam in seiner 2020 veröffentlichten Habilitationsschrift Wa(h)re Fakten: Wissensproduktionen globaler Nachrichtenagenturen 1835–1939 zu folgender Einschätzung: Nachrichtenagenturen strukturieren die Wahrnehmung der Welt und bestimmen wie der Mensch die Umwelt erfährt. Der Einfluss dieser zentralen Akteure der globalen Nachrichtenproduktion ist kaum hoch genug einzuschätzen. Mit Ausnahme von Meldungen eigener Korrespondenten beziehen Zeitungen, TV- und Radiosender, sowie elektronische Informationsanbieter sämtliche Nachrichten von Nachrichtenagenturen. Nachrichtenagenturen selektieren, klassifizieren und redigieren Informationen und entscheiden somit, welches lokale Ereignis globale Aufmerksamkeit erhält bzw. zu einem globalen Event avanciert.
Nachrichtenagenturen sind journalistische Dienstleistungsunternehmen, die mit spezialisierten Produktionsverfahren die Ware Nachricht herstellen, um anschließend aus dem Verkauf der Nachricht einen Gewinn zu erzielen. Die ökonomischen Rahmenbedingungen führen dazu, dass Agenturen primär Meldungen anbieten, die den Erwartungen ihrer Kunden entsprechen. Dennoch definieren sich Nachrichtenagenturen als Wahrheitsgaranten und versprechen glaubwürdige, verlässliche Nachrichten. Agenturen rühmen sich, weder Kommentare noch Interpretationen zu liefern. Sie behaupten kategorisch Faktizität und Neutralität ihrer Nachrichten. Dieses Postulat der „puren Fakten“ kennzeichnet ihr unternehmerisches Selbstverständnis und die öffentliche Selbstdarstellung. Barth hingegen kritisiert, dass Nachrichtenagenturen vielmehr unter der doppelten Prämisse agieren, sowohl kunden- und profitorientierte Waren zu produzieren als auch wahre Fakten zu liefern. „Sie verkaufen die Ware Nachricht.“ so Barth abschließend.
Die Kommunikationswissenschaftler Oliver Boyd-Barett (England) und Terhi Rantanen (Finnland) leiten ihr 1998 publiziertes Sachbuch The Globalization of News (dt.:Globalisierung der Nachrichten) mit dem Hinweis ein, dass Nachrichtenagenturen die Nachrichtenströme über den Globus lenken, manche seit über 160 Jahren. Sie seien die ersten internationalen, ja globalen Medienunternehmen der Welt und dabei auch selbst Antrieb der Globalisierung geworden. Trotz ihrer immensen Bedeutung für die tägliche Information der Welt über die Welt verschwinden die Agenturen in unserem täglichen Leben hinter ihren Kürzeln an den Rändern der Berichterstattung in Presse und Rundfunk.
Die Rolle der Nachrichtenagenturen beschreibt der österreichische Medienmanager Wolfgang Vyslozil wie folgt: „Nachrichtenagenturen stehen selten im Blickpunkt des öffentlichen Interesses. Dennoch sind sie eine der einflussreichsten und gleichzeitig eine der am wenigsten bekannten Mediengattungen. Sie sind Schlüsselinstitutionen mit substanzieller Bedeutung für jedes Mediensystem. Sie sind das unsichtbare Nervenzentrum, das alle Teile dieses Systems verbindet“.

## Aufbau und Arbeitsweise der Nachrichtenagenturen

### Abnehmer der Meldungen
Nachrichtenagenturen stellen Inhalte für alle Medien her und werden auch von allen Medien genutzt. Neben Tageszeitungen, Internetportalen, Fernsehen und Rundfunkanstalten nutzen auch sehr viele Verbände und politische Akteure sowie Wirtschaftsunternehmen Nachrichtenagenturen zur Informationsbeschaffung.
Agenturen sind so genannte Gatekeeper. Sie entscheiden darüber, welche Nachrichten relevant sind, um bearbeitet und weitergeleitet zu werden, welche Ereignisse mitteilenswert sind und welche nicht oder zu welchen Ereignissen es nötig ist, Korrespondenten oder Reporter zu schicken. Sie treffen eine Vorauswahl. Redakteure schreiben die Nachrichten; oft werden auch freie Journalisten gegen Honorar beauftragt.
Die Agenturen unterliegen einem Zielkonflikt: Einerseits sollen ihre Meldungen aus journalistischer Ethik so objektiv, vollständig und repräsentativ wie möglich sein. Sie gelten daher als verlässlich und gut recherchiert. Wenn eine wichtige Nachrichtenagentur dennoch eine fehlerhafte Meldung sendet, wird diese oft von den Redaktionen ungeprüft übernommen. Fehler werden daher schnellstmöglich korrigiert und weitergeleitet. Andererseits müssen die Agenturen die verschiedensten Kunden, die ihrerseits oft eine tendenziöse Berichterstattung betreiben, zufrieden stellen.
Die Meldungen werden nach Ressorts sortiert, die verschiedenen Ressorts tragen bei den Nachrichtenagenturen verschiedene Kürzel, so steht beispielsweise pl für Politik und wi für Wirtschaft. Des Weiteren wird jede Meldung mit thematischen Stichworten kategorisiert und ist somit auf den ersten Blick für die Redaktionen inhaltlich einzuordnen.
Die Nachricht einer Agentur ist gespickt mit Abkürzungen. Dahinter verbergen sich Informationen zum Zeitpunkt des Versands, zur Länge, zur Priorität, zum Ressort und weitere. Der erste Satz einer Agenturmeldung wird als Lead bezeichnet. Er soll so gestaltet sein, dass er zum Weiterlesen anregt, den Inhalt des Artikels kurz in maximal 30 Wörtern und präzise wiedergeben und im Perfekt gehalten sein. Eine Nachricht sollte grundsätzlich nicht mehr als 700 Zeichen umfassen, eine Reportage zwischen 4000 und 5000 Zeichen. Üblicherweise werden zunächst radioaffine Zehn-Zeilen-Meldungen umgehend herausgeschickt und innerhalb der nächsten Stunden um ausführlichere Zusammenfassungen ergänzt.
Welche Dienste abonniert und damit geliefert werden, entscheiden die Redaktionen. Die Preise der Dienste richten sich nach ihrem Umfang und der verkauften Auflage der jeweiligen Publikation, bei elektronischen Medien richten sie sich nach der Reichweite. So gibt es eine Preisgerechtigkeit innerhalb des Pressewesens bezüglich der Nachrichtenagenturen.
Vorteile der Nachrichtenagenturen sind Aktualität, Universalität und die schnelle Lieferung von Berichten über aktuelle Ereignisse. Nachteil ist, dass durch eigene Prioritätensetzungen Meldungen untergehen und andere hervorgehoben werden oder bestimmte Sachverhalte einseitig dargestellt werden können – und dies mit großer Tragweite. Denn: Eine Nachrichtenagentur ist ein Nachrichtengroßhändler. Kritisiert wird, dass wissenschaftliche oder Nachrichten aus den Entwicklungsländern stark unterrepräsentiert seien.

### Redaktionelle Weiterverarbeitung
Die Artikel der Nachrichtenagenturen werden in der Presse entweder verarbeitet und dabei um eigene Rechercheergebnisse und Informationen ergänzt oder sie werden einfach wörtlich übernommen und am Anfang des Artikels mit dem Kürzel der jeweiligen Agentur versehen.
Presserechtlich verantwortlich für das Ergebnis sind die Chefredakteure oder Ressortleiter der jeweiligen Publikation (Verbreiterhaftung), deren Haftung jedoch durch das Agenturprivileg deutlich eingeschränkt wird.

## Geschichte

### Vorläufer
Bereits in der Vorantike und der Antike gab es erste Ansätze eines geordneten Nachrichtenwesen. Hauptsächlich zu staatspolitischen oder militärischen Zwecken, welche wesentlich von der Entwicklung der Schrift und eines Postwesens abhingen. Dem Ausspähen und Fälschen von Informationen versuchte der römische Feldherr Cäsar mit Verschlüsseln entgegenzuwirken. Nachrichten wurden entweder durch Brieftauben, von Boten oder durch Reisende, die Nachrichten aus anderen Gebieten mitbrachten, übermittelt. Einer der Hauptumschlagplätze des Nachrichtenhandels war schon im 14. Jahrhundert der Handelsplatz Venedig, wo Diplomaten oder Geschäftsleute den Berichten an ihre Auftraggeber besondere Nachrichtenbriefe zur allgemeinen Information anfügten.
Die ersten professionellen Nachrichtenvermittler hatten ihren Ursprung an den europäischen Höfen des 15. und 16. Jahrhunderts. Der französische König Ludwig XI. gründete 1464 einen eigenen Nachrichtendienst. Wenig später übernahm das Adelsgeschlecht der Thurn und Taxis die Nachrichtenvermittlung für den Habsburger Kaiserhof. Aus diesen Erfahrungen entwickelte Thurn und Taxis unter Maximilian I. die 1490 gegründete Habsburger Post. An zahlreichen Höfen entstanden in der frühen Neuzeit Kanzleien, die eintreffende Nachrichten erfassten und bearbeiteten und insofern mit Redaktionsräumen späterer, kommerzieller Nachrichtenagenturen vergleichbar sind.
Für Italien, England und Deutschland finden sich für das 16. Jahrhundert Hinweise auf „news broker“ und Nachrichtenlieferanten. Zudem bauten im 16. und 17. Jahrhundert europaweit tätige Handelsfamilien wie die Fugger und Rothschilds länderübergreifende Korrespondenz- und Nachrichtennetzwerke auf. Gegen Ende des 18. Jahrhunderts nahm im Zuge der Französischen Revolution das Interesse an internationalen Nachrichten deutlich zu. Überregionale Zeitungen begannen mit der Installation eigener Auslandskorrespondenten.

### Gründung der modernen Nachrichtenagenturen Havas, Reuters, Wolff und AP
Die im 19. Jahrhundert gegründeten Nachrichtenagenturen unterschieden sich jedoch grundsätzlich von diesen Vorläufern. Durch die Einrichtung der ersten transnationalen Telegrafenlinien in den 1830er Jahren und die Verlegungen von Seekabeln waren die neu entstandenen Nachrichtenagenturen Havas, Reuters, Wolff und die AP die ersten Katalysatoren einer sich globalisierenden und vernetzenden Welt. Sie organisierten und institutionalisierten die weltweite Zirkulation großer Informationsbestände in Form von Nachrichten. Entsprechend werden Nachrichtenagenturen von Wissenschaftler u. a. als „Schlüsselfiguren in der Geschichte der Globalisierung“ eingeordnet.
Die weltweit ersten Nachrichtenagenturen moderner und nachhaltiger Prägung wurden zwischen 1835 und 1851 von Charles-Louis Havas (Gründer der Agentur Havas, dem Vorläufer der AFP), Paul Julius Reuter (Gründer von Reuters) und Bernhard Wolff (Gründer des Vorläufers der dpa) ins Leben gerufen. 1846 gründeten zudem fünf New Yorker Journalisten nach dem Modell der Agentur Havas die bis heute weltgrößte Nachrichtenagentur Associated Press.
Diese Nachrichtenagenturen gestalteten und begleiteten die Übergänge zu einem öffentlichen Nachrichtensystem, die Anfänge demokratischer, politischer und ökonomischer Öffentlichkeiten und die Entstehung der Massenmedien zur sogenannten „4. Gewalt“. Die Übermittlung von Nachrichten wurde elektrifiziert, die Nachricht zur Ware.

#### Agence Havas

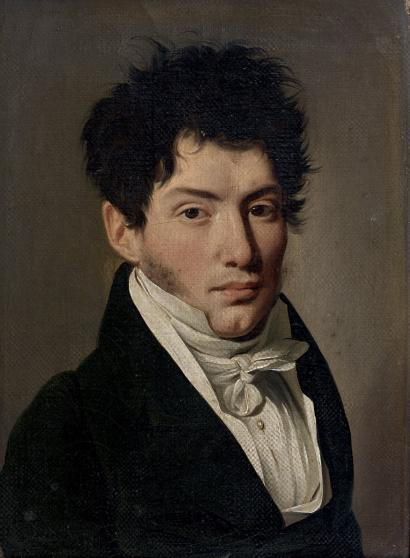
Charles-Louis Havas (1783–1858), Gründer der Agence Havas, der heutigen AFP

Als Gründer der ältesten Nachrichtenagentur gilt Charles-Louis Havas. Aus seinem lithographischen Pressedienst Bureau Havas ging am 22. Oktober 1835 die weltweit erste Nachrichtenagentur Agence Havas hervor. Havas' Wirkungsstätte befand sich in einem 80-m²-Büro in der 51 Rue Jean-Jacques-Rousseau ⊙ im 1. Pariser Arrondissement. An der Außenfassade des Geschäftshauses ließ Havas ein Schild mit dem Unternehmensleitspruch Vite et bien (dt.: Schnell und gut) anbringen.  Havas gilt seither als Pionier und Vorreiter bei der Sammlung und Verbreitung von Nachrichten als Ware und infolgedessen als Begründer der international tätigen Nachrichten- und Presseagenturen.
Havas’ Agentur wuchs stetig. Für den Informationsfluss mit dem Kontinent bediente sich Havas der entstehenden Telegrafenlinien, wofür er eine exklusive Konzession vom französischen Staat erhielt. Ein weltweites Korrespondentennetz berichtete von der Krim, aus Italien, Mexiko und den Vereinigten Staaten. Havas’ politische Verbindungen gingen so weit, dass er als exklusiver Lieferant politischer Informationen galt und ein fast „unanständiges Verhältnis zwischen Staat und Presse“ entwickelte. Im Laufe der 1830er Jahre hatte Havas sämtliche 600 Zeitungen und Periodika Frankreichs von den von ihm vertriebenen Nachrichten zu großen Teilen abhängig gemacht. Havas war zudem zweifellos die weltweit bedeutendste telegraphische Nachrichtenagentur seiner Zeit geworden.
An diesen Umständen äußerte der französische Schriftsteller Honoré de Balzac seine Kritik:

«Le public peut croire qu'il existe plusieurs journaux, mais il n'y a en définitive, qu'un seul journal.(…) Un bureau dirigé par Monsieur Havas.»

„Die Öffentlichkeit mag glauben, dass es mehrere Zeitungen gibt, aber letztendlich gibt es nur eine Zeitung.(…) Ein Büro unter der Leitung von Herrn Havas.“

#### Reuters

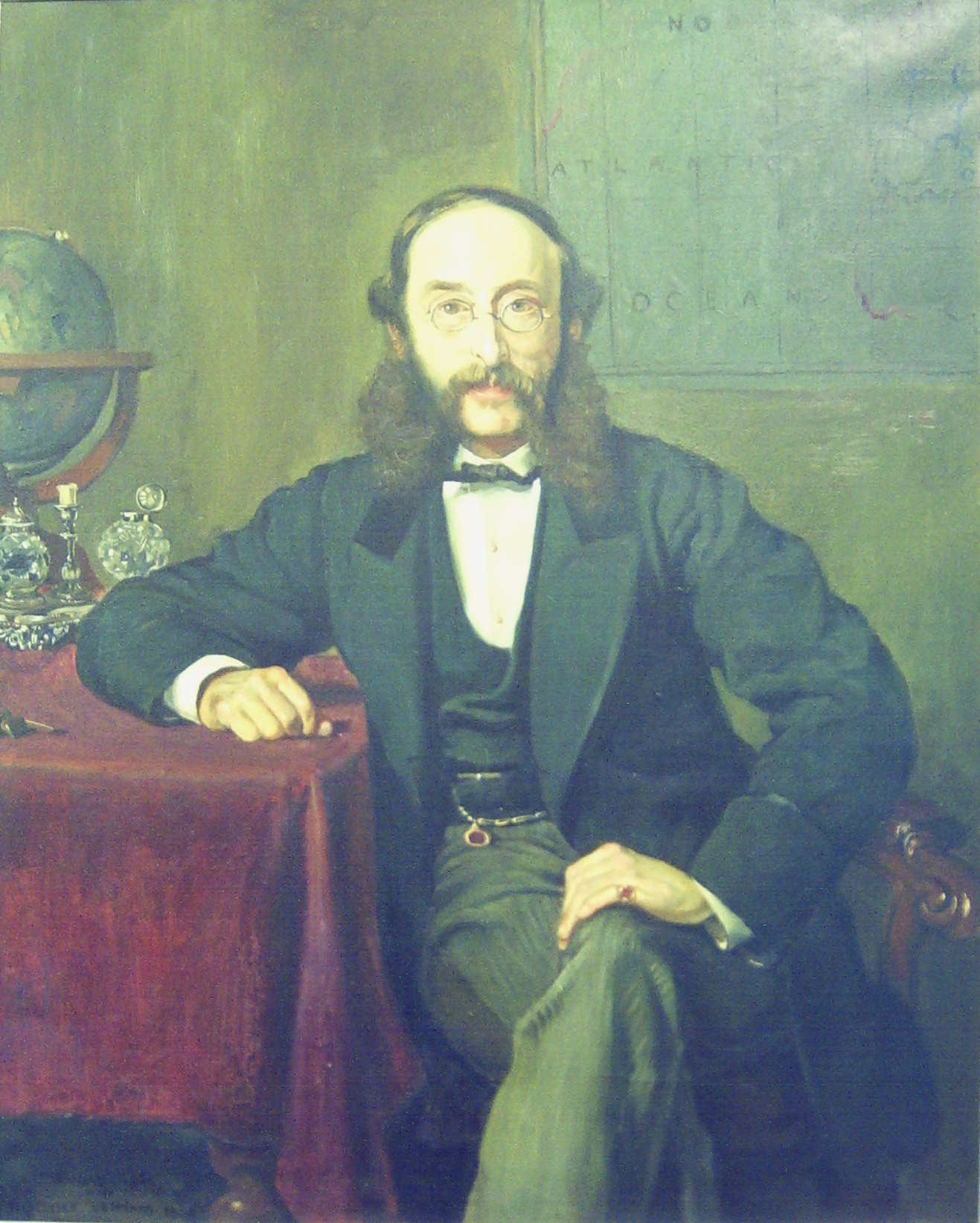
Paul Julius Reuter (1816–1899), Gründer der Agentur Reuters

Bei Havas lernte ab 1848 Paul Julius Reuter das Geschäft zur Führung einer international agierenden Nachrichtenagentur. 1851 gründete Reuter in Aachen seine eigene Nachrichtenagentur Reuters. Eine Vereinbarung mit dem Taubenzüchter Heinrich Geller sicherte Reuter die Bereitstellung von 40 geflügelten Kurieren, die es ihm erlaubten, um Stunden schneller als der Postzug zu sein. Mit seinen Brieftauben schließt Reuters zudem die Telegraphen-Lücke zwischen Aachen und Brüssel und wird der schnellste Übermittler von Informationen aus Frankreich und Preußen. Die Verlegung neuer Leitungen macht diesen Übertragungsweg allerdings schon nach einem Jahr überflüssig. Im März 1850 erschien im Brüsseler L’Indépendence Belge eine Meldung, dass Reuters die Lieferung aller wichtigen Börsenpreise und Nachrichten für die belgischen, französischen und britischen Finanzhäuser wie auch für die Presse versprach. Mit dem Ausbau des Telegraphennetzes und Reuters Umzug nach London im Jahre 1851 begann der rasante Wachstum Reuters zur weltgrößten Nachrichtenagentur. Werner von Siemens gab Reuter den Rat, nach London zu gehen. Dort etabliert sich Reuter’s Office ab 1851 endgültig.
Noch im Oktober desselben Jahres eröffnete Reuter ein winziges Telegraphenbüro in den Arkaden der Royal Exchange – gleich neben der Bank of England und dem Telegraphenamt gelegen. So war er bestens für den gerade einsetzenden Kabelverkehr durch den Kanal positioniert. Die 1851 fertiggestellte Verbindung der Dörfer Calais und Dover per Unterwasserkabel machte zum ersten Mal einen tagesaktuell reagierenden europäischen Finanzmarkt möglich. Die kontinentalen Börsen wie Paris, Berlin, Wien und Athen konnten nun rasch auf Entwicklungen in London, dem Zentrum der Finanzwelt, reagieren; Makler und Geschäftsleute waren täglich über die europäischen Eröffnungs- und Schlusskurse informiert. Tatsächlich markiert die Einweihung des Seekabels den Beginn der Arbitrage-Geschäfte, also des nahezu simultanen Handelns an verschiedenen Märkten unter Ausnutzung der lokalen Preisunterschiede. Der Telegraph war damit zum Taktgeber im internationalen Wirtschaftskonzert geworden. Als dessen Dirigent wollte der Director of Electric Telegraph Julius Reuter brillieren.
Der erste Dienst, den Reuter anbot, war die Übermittlung der Londoner und Pariser Börsenpreise, zweimal täglich und in jede Richtung. Hinzu kam der Empfang der Notierungen aus Brüssel, Amsterdam und Wien. Nichts davon war exklusiv. Doch Reuter mit dem ihm eigenen Enthusiasmus behauptete, er sei als Telegraphen-Experte der Konkurrenz im Nachrichtenhandel überlegen. So gelang es ihm bald, die ersten Abonnenten zu gewinnen.
Erst danach sicherte sich Reuter die ersten echten Exklusivrechte: die an den Neuigkeiten aus dem Fernen Osten, die mit den Dampfschiffen der österreichischen Lloyd im Hafen von Triest eintrafen. Das erlaubte Reuter, die Zeitungen von Manchester und Liverpool, die beiden Zentren der weltweiten Textilproduktion, schnellstens mit den neuesten Rohstoffkursen zu versorgen. Bemerkenswerte Wirtschaftsnachrichten wurden nebenbei mitgeliefert – so zum Beispiel im Mai 1853 die sensationelle Meldung: „Japan wird sich binnen eines Jahres öffnen. Freihäfen werden bereits ausgesucht.“
Die Börsennotierungen und Wirtschaftsnachrichten verknüpfte Reuter allmählich auch mit politischen und unterhaltsamen Nachrichten. Dazu baute er ein eigenes Netz von Korrespondenten auf. Erfolg auf diesem Gebiet blieb jedoch zunächst aus. Die Londoner Presse, allen voran die London Times, zeigte sich unbeeindruckt von Reuters Angebot einer blitzschnellen „telegraphischen Zusammenfassung der allerneuesten Nachrichten aus dem Ausland“. Erst mit der Verlegung eines neuen Seekabels, der neueste Fangarm für Reuters Abonnentenakquise, änderte sich diese Haltung. Vor allem dank eines ständig ausgebauten Korrespondentennetzes liefen bald die allermeisten Nachrichten aus Amerika, Indien, China, Australien oder dem Kap zuerst über Reuters Apparate. Die Agentur war zum Medium schlechthin geworden.
Das Geschäft seines Lebens machte Reuter, als er 1865 mit Hilfe von Sponsoren eine Telegrafenleitung von England nach Norderney verlegen lässt. Nur vier Jahre später verkauft er die Kabelrechte an die britische Regierung für 726.000 Pfund – das sechsfache von dem, was er investiert hatte.
Otto von Bismarck, der 1871 zum ersten Reichskanzler des neu gegründeten Deutschen Reichs wurde, misstraute Reuter und verdächtigte den Nachrichtenhändler, entgegengesetzt der deutschen Interessen zu wirken.

#### Wolffs Telegraphisches Bureau
Der Berliner Verlags- und Nachrichtenunternehmer Bernhard Wolff gründete 1849 Wolffs Telegraphisches Bureau (WTB). Nach der Freigabe der Telegraphenlinien in Preußen für private Übermittlung veröffentlichte Wolff per Telegramm empfangene Nachrichten sowie die Börsenkurse aus London und Paris. Schon kurze Zeit später wurde ein förmliches Korrespondenzbüro eingerichtet, das allen Berliner Zeitungen und Interessenten aus der Bank- und Handelswelt den Bezug der Nachrichten ermöglichte. Bald darauf wurde auch die Berichterstattung über außenpolitische Großereignisse aufgenommen. Wolffs Telegraphisches Bureau gilt als Vorläufer der dpa.

#### Wolff-Reuter-Havas-Agreement: Nachrichtenkartell von 1870 bis 1934
Die als Gründeragenturen geltenden Wolff, Reuters und Havas beherrschten wenige Jahre nach ihrer Gründung den globalen Nachrichtenmarkt. Bereits am 15. Juli 1859 verabredeten sich die drei Gründungsagenturen schriftlich zu Gebietsabsprachen und steckten ab 1870 im Stil ihrer imperialistischen Regierungen in einem Kartellvertrag ihre globalen Einflusssphären ab. Inhalt der Kartellverträge, die de facto ein weltweites Monopol zum Sammeln und Verbreiten von Informationen bedeuteten, war die detaillierte Marktaufteilung. Die in London ansässige Reuters erhielt die Exklusivrechte für Südafrika, die Niederlande einschließlich ihrer Kolonien, sowie Fernost und den Rest des britischen Empire. Die in Paris ansässige Havas erhielt Frankreich und dessen Kolonien, sowie Italien, Spanien und Portugal. Das Osmanische Reich, Ägypten und Belgien wurde Reuters und Havas gemeinsam zugesprochen. Das in Berlin ansässige WTB erhielt Deutschland, Skandinavien, St. Petersburg und Moskau. Alle anderen Regionen, wie die Schweiz, Österreich-Ungarn und die Donaufürstentümer wurden zu neutralen Territorien erklärt, in denen die drei Vertragspartner ohne Restriktionen jeder für sich tätig sein durfte.
Die Berichterstattung, insbesondere von Reuters, wurde zur Jahrhundertwende vom 19. auf das 20. Jahrhundert sowohl von der deutschen Presse, als auch von der deutschen Öffentlichkeit zunehmend kritisch wahrgenommen. Spätestens seit dem Burenkrieg (1899 bis 1902) riss die Kette über bewusst Tatsachen verdrehende und mit Falschmeldungen gespickte Nachrichten zu Ungunsten Deutschlands nicht ab. Noch schärfer fiel der Protest der deutschen Presse während der Ersten Marokkokrise (1904–1906) aus. Der Proteststurm einer eigenen Berichterstattung aus dem Krisengebiet einte zudem die Deutschen über alle Parteigrenzen hinweg. Von der völkischen Rechten bis zur liberalen Linken wurde die Abhängigkeit von Wolffs Telegraphischen Bureau und „die genialische Beeinflussung der Presse durch die großen Telegrafenbureaus Reuters und Havas“ beklagt.
Zeitwährend stand das Kartell aufgrund von unterstellter Falschberichterstattung und offensichtlicher Lügen von unterschiedlichster Seite unter Kritik. Die Redensart «Das ist ein Havas» (Bedeutung: Das ist eine Lüge, Unsinn oder Schmarren) ist vor allem in der Schweiz gebräuchlich. Die frühere französische Nachrichtenagentur Havas lebt noch heute in vieler Munde wegen ihrer Falschmeldungen während des Ersten Weltkrieges unrühmlich fort.
Das Kartell wurde nach über 60 Jahren im Jahre 1934 von den Nationalsozialisten aufgehoben. Seither gelten direkte Austauschverträge auch mit der Associated Press, die bereits 1893 in das Kartell gegen Gebühr aufgenommen wurde und seither die Berichterstattungsrechte für Nord- und Mittelamerika besaß.

#### Telegraphen-Union
1913 gründete sich als Nachrichtenagentur die Telegraphen-Union in Berlin, die ab 1916 schrittweise vom Hugenberg-Konzern übernommen wurde.

#### Nach dem Zweiten Weltkrieg
Nach dem Zweiten Weltkrieg erhielten deutsche Nachrichtenagenturen von den Alliierten zunächst keine Lizenzen. Die deutschen Zeitungen waren angewiesen auf die Nachrichtenagenturen der Alliierten. Jede Besatzungsmacht gründete in ihrer Zone eine eigene Nachrichtenagentur.
In der britischen Besatzungszone wurde der German News Service gegründet, der schon 1947 in den Deutschen Pressedienst (dpd) umgewandelt wurde. Die deutschen Nachrichten wurden von Hamburg aus per Telegrafen nach London gesendet und von dort aus in die britische Besatzungszone per Funk weitergeleitet.
Die Franzosen gründeten in Baden-Baden die Rheinische Nachrichtenagentur (RHEINA), an der neben der französischen Militärregierung auch die Zeitungsverleger der französischen Besatzungszone Mitbesitzer waren. Die Agentur wurde später zur Süddeutschen Nachrichtenagentur (Südena) umgewandelt.
In der amerikanischen Besatzungszone hieß die Agentur zunächst Deutsche Allgemeine Nachrichtenagentur (DANA), dann Deutsche Nachrichtenagentur (DENA). Sie hatte ihren Sitz in Bad Nauheim. Hier wurden neben den Tätigkeiten einer Nachrichtenagentur auch junge deutsche Journalisten ausgebildet. 1949 wurde aus dem Zusammenschluss der DENA, des dpd und der Südena die dpa gegründet.
In der sowjetischen Besatzungszone wurde zunächst das Sowjetische Nachrichtenbüro (SNB) gegründet. Sein Nachfolger wurde der Allgemeine Deutsche Nachrichtendienst (ADN), die einzige und zugleich politisch abhängige Nachrichtenagentur der DDR.

## Nachrichtenagenturen (Stand 2020)

### International
Zu den weltweit bedeutendsten Nachrichtenagenturen zählen (in alphabetischer Reihenfolge):

Weltmarktführer Associated Press (AP)

Agence France-Presse (AFP)

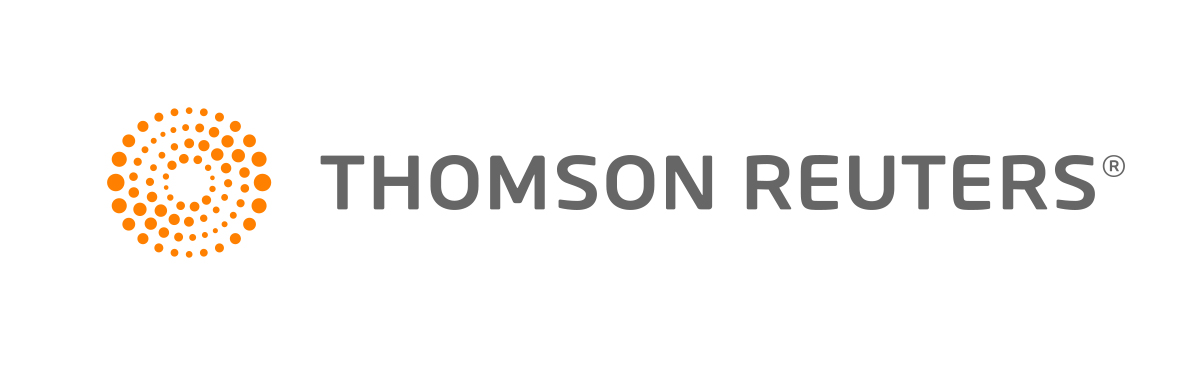
Thomson Reuters (rtr)

Deutsche Presse-Agentur (dpa)

Sport-Informations-Dienst (sid)

- AA (Anadolu Ajansı) türkische Nachrichtenagentur
- AFP (Agence France-Presse) französische Nachrichtenagentur
- ANSA (Agenzia Nazionale Stampa Associata) italienische Nachrichtenagentur in Rom
- AP (Associated Press) US-amerikanische Nachrichtenagentur in New York
- Bloomberg News, Finanz- und Wirtschaftsnachrichten
- CAPA (Chabalier & Associates Press Agency) französische Nachrichtenagentur
- Dow Jones & Company, Finanz- und Wirtschaftsnachrichten
- dpa (Deutsche Presse-Agentur)
- EFE spanische Nachrichtenagentur
- ITAR-TASS russische Nachrichtenagentur
- Interfax russische Nachrichtenagentur
- Inter Press Service internationale Nachrichtenagentur (Rom)[34]
- Thomson Reuters internationaler Medienkonzern mit britischer Nachrichtenagentur Reuters, mit der Abkürzung rtr
- UPI (United Press International) US-amerikanische Nachrichtenagentur
- Xinhua, offizielle Nachrichtenagentur der Volksrepublik China

### Deutschland, Österreich, Schweiz
- AFP Deutschland GmbH deutsche Tochtergesellschaft der französischen Nachrichtenagentur mit deutschsprachiger Redaktion
- APA (Austria Presse Agentur) österreichische Nachrichtenagentur (Gesellschafter sind Österreichischer Rundfunk und österreichische Tageszeitungen)
- AWP Finanznachrichten, führende Wirtschafts- und Finanznachrichtenagentur in der Schweiz
- Café Europe Nachrichtenagentur[35]
- Dow Jones News GmbH, Tochtergesellschaft von Dow Jones & Company
- dpa (Deutsche Presse-Agentur) führende deutsche Nachrichtenagentur (Gesellschafter sind Verleger, Verlags- und Rundfunkanstalten)
- dts Nachrichtenagentur[36]
- epd (Evangelischer Pressedienst) älteste deutschsprachige Nachrichtenagentur. Berichterstattung vor allem aus Kirchenwesen/Sozialem/Medien
- Global Press Nachrichten-Agentur
- hpd (Humanistischer Pressedienst) säkular-humanistisch geprägter Pressedienst
- idea (Evangelische Nachrichtenagentur Idea)
- idw (Informationsdienst Wissenschaft) Wissenschaftsthemen
- Inter Press Service Schwerpunkt über Entwicklungsländer, Zivilgesellschaft und Globalisierung.
- Kathpress, katholische Presseagentur in Österreich
- kipa-apic (Katholische internationale Presseagentur) zweisprachige Katholische Presseagentur in der Schweiz
- KNA (Katholische Nachrichten-Agentur) spezialisiert auf die Berichterstattung aus der katholischen Kirche
- SDA (Schweizerische Depeschenagentur) Schweizer Nachrichtenagentur
- sid (Sport-Informations-Dienst) Sportnachrichten
- spot on news (People, Entertainment, Lifestyle)
- Teleschau Mediendienst[37]
- vwd (Vereinigte Wirtschaftsdienste) Wirtschaftsnachrichten
- Wissenschaft aktuell Presseagentur[38]

### Bildagenturen
- Visual China Group
- Corbis
- European Pressphoto Agency
- Getty Images
- Keystone-SDA
- Magnum
- picture alliance
- KNA-Bild
- imago

### Videoagenturen
- spot on news
- NonstopNews
- NEWS5
- Ruptly
- DPA Video (ehemals TeleNewsNetwork)
- 5VISION.NEWS

### Aufgelöst
Nach der deutschen Wiedervereinigung wurde die staatliche Nachrichtenagentur der DDR, der ADN, in eine private GmbH umgewandelt und mit dem DDP – ehemals Deutschlands zweitgrößter Nachrichtenagentur von 1971 – zusammengeführt. Der Schwerpunkt lag auf innen- und regionalpolitischer Berichterstattung.